# Aeroportul Regional Mount Washington
Aeroportul Regional Mount Washington (IATA: HIE, ICAO: KHIE, FAA LID: HIE) este un aeroport din New Hampshire, Statele Unite ale Americii. Aeroportul a fost tranzitat în 2019 de 4 pasageri.
Situat la o altitudine de 327 m, aeroportul dispune de 1 pistă.

## Infrastructură

### Piste
Aeroportul dispune de o singură pistă. Pista 10/28 are suprafața de asfalt și dimensiunile 4.001 picioare × 75 picioare. 